# Don LaFontaine
Donald Leroy LaFontaine (n. 26 de agosto de 1940 en Duluth, Minnesota - f. 1 de septiembre de 2008 en Los Ángeles, California) fue un actor de voz estadounidense conocido por prestar su voz a más de cinco mil tráileres cinematográficos y de videojuegos. También fue conocido por su frase "en un mundo...", convirtiéndose así en un cliché del cine.
La industria cinematográfica solía referirse a él como "Thunder Throat y "La voz de Dios" por su voz grave.

## Biografía

### Carrera
En 1962 LaFontaine empezó su carrera como técnico de sonido en la discográfica National Recording Studios de Nueva York dónde tuvo la oportunidad de conocer al productor Floyd Peterson con el que estuvo trabajando.
Dos años después, mientras se rodaba Los pistoleros de Casa Grande, tuvo el encargo de buscar a un actor de voz para presentar el tráiler a la MGM, pero al no haber nadie disponible, él mismo se ofreció empezando así su carrera artística.
Hasta 1976 fue el director de Kaleidoscope Films Ltd. hasta que fundó su propia productora: LaFontaine Associates. Poco después fue contratado por Paramount donde llegó a ser vicepresidente de la compañía. En 1981 decidió abandonar la productora y volvió a centrarse en su carrera como actor de voz.
Algunos de sus trabajos más conocidos son los tráileres de películas como Terminator 2: el juicio final, Shrek, Friday the 13th, Law & Order y Batman Returns entre otros. En una entrevista concedida a Houston Chronicle en 2007 sobre cual es su mejor trabajo, contestó que fue The Elephant Man aunque en su website afirmó que ha hecho tantas que no sabría cual escoger.
Aparte del cine, también colaboró en la retransmisión de WWE a través de Pay per view además de prestar su voz en off en concursos estadounidenses como Jeopardy! y Wait Wait... Don't Tell Me en 2001 y en 2005 respectivamente.
En 2006 fue contratado por la compañía de seguros GEICO para publicitar la empresa.

### Fallecimiento
El 22 de agosto de 2008, LaFontaine ingreso en estado crítico en el hospital Cedars-Sinai Medical Center de Los Ángeles a causa de un tromboembolismo pulmonar hasta que el 1 de septiembre falleció a los diez días debido a complicaciones del neumotórax.
Está enterrado en el Hollywood Forever Cemetery.